# Gai Fabi Ambust (mestre de cavalleria)
Gai Fabi Ambust (en llatí: Caius Fabius M. F. N. N. Ambustus) va ser un militar romà.
Era probablement fill de Marc Fabi Ambust i germà de Marc Fabi Ambust i de Quint Fabi Màxim Rul·lià. Va ser nomenat magister equitum l'any 315 aC en substitució de Quint Auli Cerretà, caigut en combat.